# Jurij Moroz
Jurij Moroz (russisk: Ю́рий Па́влович Моро́з) (født 29. september 1956 i Krasnodon i det østlige Ukraine i Sovjetunionen, død 14. juli 2025) var en russisk filminstruktør, skuespiller og manuskriptforfatter.

## Filmografi
- Podzemelje vedm (Подземелье ведьм, 1989)[2][3]
- Tjornyj kvadrat (Чёрный квадрат, 1992)